# Каролина Брауншвейгская, королева адюльтера
«Каролина Брауншвейгская, королева адюльтера. Её жизнь, судебный процесс и смерть» (фр. La Reine Caroline de Brunswick, reine adultere. Sa vie, son proces, sa mort) — историко-приключенческий роман французского писателя Александра Дюма-отца, опубликованный в 1872 году, после смерти автора.

## Сюжет и история текста
Главная героиня романа — Каролина Брауншвейгская, жена короля Великобритании Георга IV, известная своим скандальным поведением: она ушла от мужа, ещё когда тот был принцем Уэльским, долго жила за границей, по слухам, заводила любовные связи. После восшествия Георга на престол Каролина не была допущена к коронации, хотя настаивала на этом (1821).
Роман был опубликован отдельной книгой в парижском издательстве Fayard в 1872 году, когда Дюма уже не было в живых.